# لياندرو فريري دي أراوجو
لياندرو فريري دي أراوجو (21 أغسطس 1989 في بريزيدينت برودينت في البرازيل – )؛ هو لاعب كرة قدم سابق كان يلعب كمدافع.

## وصلات خارجية
- لياندرو فريري دي أراوجو على موقع رابطة كرة القدم اليابانية للمحترفين (اليابانية)
- لياندرو فريري دي أراوجو على موقع قاعدة بيانات كرة القدم.إي يو (الإنجليزية)
- لياندرو فريري دي أراوجو على موقع Soccerway.com (الإنجليزية)
- لياندرو فريري دي أراوجو على موقع عالم كرة القدم.نت (الإنجليزية)
- لياندرو فريري دي أراوجو على موقع AS.com (الإسبانية)